# 滋賀県道557号西浅井マキノ線
滋賀県道557号西浅井マキノ線（しがけんどう557ごうにしあざいマキノせん）は、滋賀県長浜市から高島市に至る一般県道である。

## 概要
長浜市西浅井町大浦から高島市マキノ町海津に至る。
旧国道303号で、春は海津大崎の桜並木が美しく、かなりの渋滞となる。

### 路線データ
- 起点：滋賀県長浜市西浅井町大浦（永原交差点、国道303号交点、滋賀県道286号大浦沓掛線起点）
- 終点：滋賀県高島市マキノ町海津（海津交差点、国道161号交点）
- 総延長：10.5 km

## 路線状況

### 道路施設

#### トンネル
- 大崎第5号隧道：延長80 m、1935年（昭和10年）竣工、高島市
- 大崎第4号隧道：延長55 m、1935年（昭和10年）竣工、高島市
- 大崎第3号隧道：延長58 m、1935年（昭和10年）竣工、高島市
- 大崎第2号隧道：延長56 m、1935年（昭和10年）竣工、高島市
- 大崎第1号隧道：延長222 m、1935年（昭和10年）竣工、高島市

## 地理

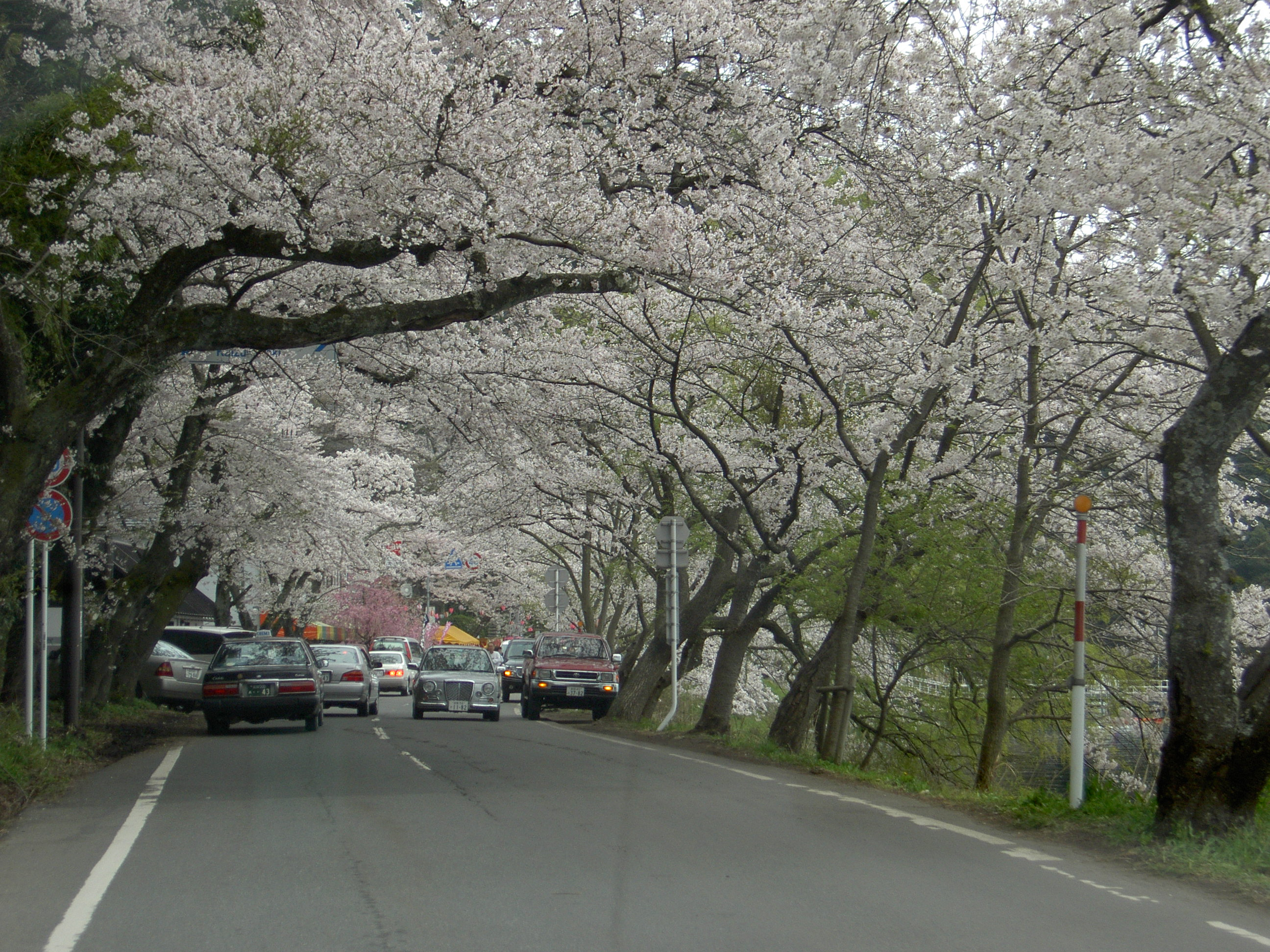
海津大崎の桜

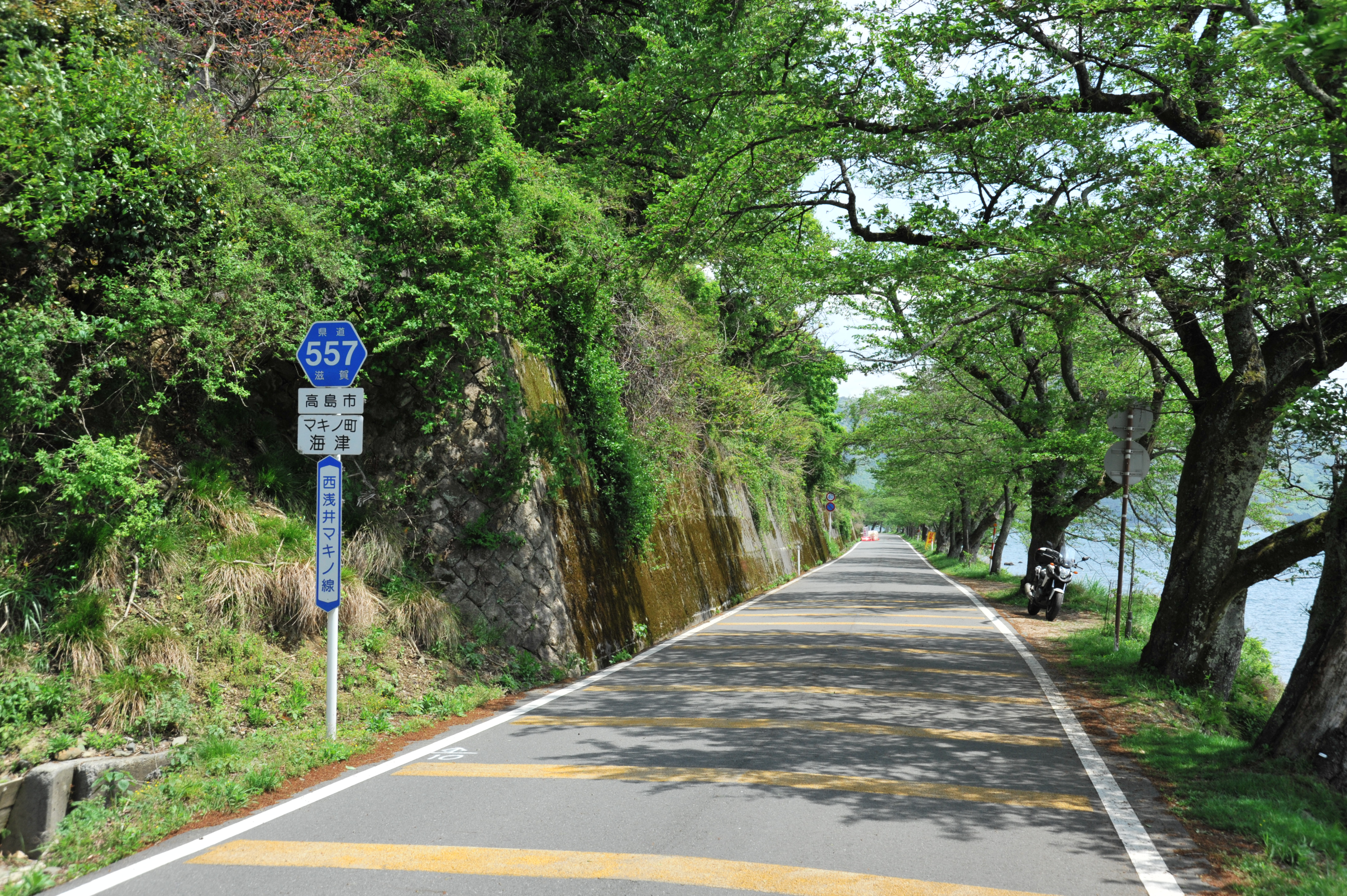
高島市マキノ町海津
2014年5月

### 通過する自治体
- 滋賀県
  - 長浜市 - 高島市

### 交差する道路
| 交差する道路                                       | 市町村名 | 交差する場所 | 交差する場所      |
| -------------------------------------------------- | -------- | ------------ | ----------------- |
| 国道303号 滋賀県道286号大浦沓掛線                  | 長浜市   | 西浅井町大浦 | 永原交差点 / 起点 |
| 滋賀県道513号葛籠尾崎大浦線 / 奥琵琶湖パークウェイ | 長浜市   | 西浅井町大浦 | 大浦交差点        |
| 国道161号 国道303号 重複                           | 高島市   | マキノ町海津 | 海津交差点 / 終点 |

### 交差する鉄道
- 湖西線

### 沿線
- 長浜市立永原小学校
- 長浜市役所 西浅井支所
- JR西日本湖西線 永原駅
- 滋賀銀行
- 大浦ふるさと資料館
- 腹帯観音堂
- 八幡神社
- 西浅井大浦郵便局
- 奥琵琶湖オートキャンプ場
- 海津大崎キャンプ場
- 大崎寺
- NTT西日本 滋賀支店マキノ別館